# Актогайський сільський округ (Махамбетський район)
Актога́йський сільський округ (каз. Ақтоғай ауылдық округі, рос. Актогайский сельский округ) — адміністративна одиниця у складі Махабетського району Атирауської області Казахстану. Адміністративний центр — село Актогай.
Населення — 1038 осб (2021; 1147 у 2009, 1076 у 1999, 1087 у 1989).
Станом на 1989 рік існувала Актогайська сільська рада (села Актогай, Карманово, Тополі).

## Склад
До складу округу входять такі населені пункти:
| Населений пункт          | Колшні назви | Населення, осіб (1989) | Населення, осіб (1999) | Населення, осіб (2009) | Населення, осіб (2021) |
| ------------------------ | ------------ | ---------------------- | ---------------------- | ---------------------- | ---------------------- |
| Актогай, село            | -            | 764                    | 864                    | 965                    | 939                    |
| Бала Ораза, село         | Канал        | -                      | 56                     | 54                     | 53                     |
| Кеноріс, село            | Карманово    | 211                    | 62                     | 57                     | 17                     |
| Отешкалі Атамбаєва, село | Тополі       | 112                    | 94                     | 71                     | 29                     |